# تيريزا سالدانا
تيريزا سالدانا (بالإنجليزية: Theresa Saldana؛ 20 أغسطس 1954 – 6 يونيو 2016) كانت ممثلة وناشطة وكاتبة أمريكية.

## وصلات خارجية
- تيريزا سالدانا على موقع IMDb (الإنجليزية)
- تيريزا سالدانا على موقع ألو سيني (الفرنسية)
- تيريزا سالدانا على موقع تيرنر كلاسيك موفيز (الإنجليزية)
- تيريزا سالدانا على موقع أول موفي (الإنجليزية)
- تيريزا سالدانا على موقع قاعدة بيانات الأفلام السويدية (السويدية)
- تيريزا سالدانا على موقع إن إن دي بي (الإنجليزية)
- تيريزا سالدانا على موقع قاعدة بيانات الفيلم (الإنجليزية)
- تيريزا سالدانا على موقع كينوبويسك (الروسية)